# 許昭榮
許昭榮 （1928年11月13日—2008年5月20日），台灣屏東人，曾為大日本帝國海軍志願兵及中華民國海軍退伍軍人，中華民國原國軍台籍老兵暨遺族協會前任會長，台灣獨立運動參與者，戰後不斷為參與第二次世界大戰和國共內戰的台灣退伍軍人的權益奔走，2008年5月20日因抗議中華民國政府對台籍老兵暨遺族不聞不問而自焚身亡。

## 早年生平
昭和3年（1928年）許昭榮出生於枋寮庄水底寮，1940年自枋寮公學校畢業。

## 日本及中華民國海軍
在第二次世界大戰，日本政府實施「志願兵」制度，號召台灣人至海外作戰。許昭榮曾經接受日本海軍術科訓練，昭和十八年（1943年）參加日本海軍特別志願兵第二期，成為台籍日本兵。昭和十九年自日本海軍飛行機整備預備學生第二期畢業(「海軍第二期飛行機整備生」（即地勤人員練習生）；一般由飛機航空工廠代訓、比如日治時期台灣岡山的「第61空廠」，沒有專門學校；其它類似的專門學校有日本舞鶴市的「海軍機關學校」)。
1947年二二八事件後，許昭榮收到不認識的吳振武來信，以其有海軍術科專長，被國民政府徵召投入海軍「台灣技術員兵」。遣往上海、青島等地，從事戰後接收日本34艘賠償艦的修復工作，目睹戰爭的殘酷與無情，後隨國民政府敗退返台。1949年被派至美國接收「太湖號」護航驅逐艦。

## 因海軍台獨案入獄並成為政治難民
1955年，許昭榮再度被派赴美國紐約接收「咸陽號」驅逐艦，停在紐約布洛克林海軍造船所修理。:453在休假期間許昭榮看到華文版《紐約時報》報導台灣共和國臨時議會在東京成立的消息，因此形成了許的台獨意識，決定將台灣獨立運動的消息傳入台灣島內。許透過其在日治時期就到日本定居、東京開設餐廳的叔叔許仕，聯絡上台灣共和國臨時政府秘書長簡文介，寄了簡文介主編的《台灣獨立運動第十年》一書。為避免受到特務檢查，許昭榮遂請叔叔先寄到夏威夷，待船回航時再索取。:453-454當時全船一、二百官兵大多外省人，臺灣人僅五、六人，回航途中臺灣兵遂利用晚上航行時間偷看。據許昭榮回憶，當時臺灣人一進軍中通常都會發覺外省人欺負臺灣人，常發覺自己被監視、被歧視，軍中一些政戰特務常利用常備兵監視臺灣兵，因此意氣比較相投的臺灣人常聚在一起，集結成群，形成臺灣人意識。然而當時多數人仍感到害怕，雖然贊同臺灣獨立，但真要去宣傳或進行活動，大多數人仍不敢行動。:459
許昭榮認為必須將此書帶回來讓台灣人傳閱，因此傳閱給當時的民主人士如郭國基、李源棧，以及軍隊中的知心同袍看。:460當時許昭榮軍階是海軍中士，有海軍配給的宿舍，臺籍軍人放假時來宿舍找許昭榮，包括張幹男等人，張幹男發現《台灣獨立運動第十年》一書後將其翻成中文，介給同期及同船看。張幹男在還書之前將筆記抄錄以作中文翻譯，當中筆記的所有人原住民吳榮山因喝酒逾假未歸，隊上以為他逃兵搜索衣櫃，搜出筆記及他想像中的台灣共和國國旗。後來張幹男等人一一被捕，最後許昭榮被捕。:460-4631958年許昭榮被國民黨政府逮捕，被關入位於鳳山的「海軍招待所」（原日本海軍鳳山無線電信所），許昭榮等人皆受到刑求。當時受到疲勞轟炸、輪流接力審判，並以不給水喝、飢餓等方式凌虐，作筆錄時更以原子筆夾人手指頭或用筆頭戳肋骨，邊戳邊罵「你這硬漢，看你多硬？」有時也用繩索捆綁，將人像耶穌一樣吊起來，一吊就是幾小時。並逼問許昭榮為何將此書帶回來、逼問多少人涉案。:464當時海軍一直逼問許昭榮，要他供出吳振武。許昭榮回憶當時中華民國海軍在整肅臺灣人，而全海軍中以吳振武的上校職位最高，想藉此拉他下台，除了吳振武外，連一些中尉、下士的臺灣人都被叫去問話。唯許昭榮始終堅持不認識吳振武，也否認他涉案。:464-465許昭榮等人在海軍招待所被關了一年多後，在左營軍法處被判刑，依叛亂條例二條三判刑，定刑後送往新店安坑的軍人監獄。送往綠島服刑十年，後來綠島監獄為了監禁普通重型犯，將政治犯陸續移監他處，許昭榮於1967年被移至泰源監獄，直到1968年出獄。:468期間遭逢妻子改嫁。1967年移送泰源監獄。
據許昭榮回憶，當時在綠島因臺獨案子去的難友人數較少，因此被人數較多「紅帽子」（左傾統派）欺負得很慘。尤其是廖文毅返臺投降那時陣，更遭恥笑「主帥回來投降了，你們這些嘍囉有救了。快了！很快就放你們出去了！」「現在你們老闆回來了，就要救你們出去了。」言下之意取笑廖文毅投降。:469最後臺獨案子者被逼的無法在隊上跟他們一起生活，往往自願去外役。:468-469當時「紅帽子」極端者非外省人，而是臺灣左傾份子。據許昭榮回憶，當時很多人並非一開始就是馬克思主義者，而是後來才「西瓜偎大邊」的，當他們以為中國越來越強時，就開始狐假虎威起來。如廖天欣在獄中雖然已經偏「紅色」，但出獄後左傾更嚴重，甚至主張要中國打臺灣。林書揚也是其中之一。:469
在獄期間，童尚經寄日文版《世界民間故事》請許昭榮翻譯，並在《新生兒童》每週發表一篇，持續一年，還讓許昭榮把全稿售予水牛出版社。
1968年許昭榮出獄，進入日商「信和」公司任職。1970年以將產品產地印為「MADE IN REPUBLIC OF TAIWAN」（台灣共和國製造）而遭密告涉嫌叛亂，再度遭警備總部逮捕。幸救援得當，而於1972年獲不起訴處分。1971年許昭榮創立「台暉貿易公司」，仍被警總禁足出國，直到1981年才赴美開發台灣草蝦外銷市場，參加南加州台灣人社團聲援施明德獄中絕食，訴求政府「釋放政治犯」遊行示威，一夕之間淪為政治難民，流亡海外。1986年蒙各方援助，才獲得加拿大政府的政治庇護。

## 組織台籍老兵
1987年許昭榮從加拿大回台，一一將台籍老兵找回來。在許昭榮的精神感召下，台籍老兵們從各地聚集到旗津海岸，在這裡凝聚起老兵的精神、感受當年被莫名送到外地打仗的悲哀。許昭榮認為，有一萬五千名台灣子弟兵被國民政府遣往中國大陸剿匪，其中至少有一萬人被押往東北錦州、塔山、華北魚台、濟寧及徐蚌會戰等戰役，成了「無名戰士」。1949年隨國民黨政府平安撤退返台的只有四百多人，其中大多數是海軍人員。1992年李登輝政府解除黑名單後，許昭榮返台投入為原台籍老兵暨遺族討回公道的工作，1994年創設中華民國原國軍台籍老兵暨遺族協會。
出獄後許昭榮才首次與黃紀男、廖史豪等早期因廖文毅被關者見面。:4721992年至1993年間，透過林耀南與郭榮桔的介紹聯絡簡文介。:472簡文介認為臺獨運動應該更強硬一點，不排除以革命方式。:473
1997年許昭榮接受訪問時坦言近年來已不再向往年那樣費力替臺籍老國民黨兵爭取賠償，原因是他發現他們心態居然偏向中國，去了中國太久連臺灣話都忘了。滯留中國的老兵回來領八十萬後，又回到中國去了，真正留下來認同臺灣得很少。反而是他們這些早期回臺灣與國民黨政府撐到底得沒受到什麼照顧。:470許昭榮認為假使有一天臺灣要投票自決時，他們反而會投統一票。「要不是為了向國民黨討個公道的話，看到這些人所作所為，真覺得不值得」:470許昭榮並認為要讓臺灣生存下去，大家就得有共存亡的決心。必要時就得用強硬手段，目的才能達成。「尤其是那些『臭蕃薯』和新黨。要如何治療？我認為，或許真的得再實施戒嚴一次，用軍法的嚴厲手段去約束他們，這次換我們用他們的手段和方法治療他們。否則對這些爛蕃薯，就算花費心力去整頓，也許還要再花上幾十年的時間。等到花了幾十年的時間之後，也許臺灣早就不存在了。為了救臺灣，為了兩千一百萬人的真正幸福，就算當了秦始皇或毛澤東，我想也是應該的，本來歷史的評價就是多層面的。何況，那些臺灣人根本不夠資格享有民主和自由！」:474-475
2003年許昭榮等人為蘇素霞舉行公祭。

## 台灣無名戰士紀念碑
2005年11月10日高雄市政府於旗津風車公園旁為台灣無名戰士紀念碑揭幕。2005年12月13日行政院文化建設委員會與高雄市政府在旗津興建的「戰爭與和平紀念公園」正式落成啟用。2008年3月13日，高雄市議會決議，戰爭與和平紀念公園更名為「和平紀念公園」。

## 自焚死亡
2008年5月20日晚間6點47分，許昭榮反對戰爭與和平紀念公園更名，於台灣無名戰士紀念碑前在汽車內澆汽油引火自焚死亡。現場留下遺書指責，中國國民黨與民主進步黨執政同樣漠視「台灣歷代戰歿英靈」。遺書中寫著：「我依據自己的意志，以死抗議台灣執政者長期對『歷代軍人軍屬台籍老兵』之精神虐待。國不像國，政府不像政府；議會亂武，司法亂彈；自由民主脫線；愚兵一世人！」對現行國軍退輔制度偏袒「老芋仔」剝削「蕃薯囝」，表示不滿；國民黨、民進黨執政期間，不但未給予「台灣歷代戰歿英靈」歷史定位，且未曾舉辦國家級的追思或弔祭，讓約4萬位台灣先靈在海外流浪60餘年。遺書最後強調，政府重文輕武、欺辱軍人，他甘願死守台灣唯一的「戰爭與和平紀念公園」，直到催生國立「台灣歷代戰歿英靈紀念碑」為止。
許昭榮生前不斷為二次大戰台籍老兵的權益奔走，他認為：國民黨、民進黨執政期間，均未重視台籍老兵；2005年台灣無名戰士紀念碑落成時，當時的中華民國總統兼民進黨主席陳水扁婉拒題名落款，當時的高雄市長謝長廷也未到場參加落成典禮。許昭榮遺書中表示，他一再訴求應該為台籍老兵設碑，如今好不容易設立台灣無名戰士紀念碑，高雄市政府竟然要遷走台灣無名戰士紀念碑，他因此用這種激烈手段抗議。
2009年5月20日，戰爭與和平紀念公園主題館落成啟用，「台灣歷代戰歿將士英靈紀念碑」落成，同時舉辦許昭榮自焚一週年紀念典禮。
2013年1月11日，黨外運動人士暨台獨人士陳婉真說，她到各地旅遊都會看到許多戰爭遺跡，只有台灣沒有；許昭榮希望陳水扁為台灣無名戰士紀念碑寫碑文，陳水扁卻拒絕；諷刺的是，當初戰爭與和平紀念公園的土地是國民黨籍高雄市長吳敦義任內撥用的，民進黨籍高雄市長都在迴避這個議題。

## 外部連結
- 官方Facebook （页面存档备份，存于）